# (34006) 2000 OQ9
2000 OQ9 (asteroide 34006) é um asteroide da cintura principal. Possui uma excentricidade de 0.16872200 e uma inclinação de 12.05252º.
Este asteroide foi descoberto no dia 31 de julho de 2000 por Crni Vrh em Crni Vrh.